# Paracucumidae
De Paracucumidae zijn een familie van zeekomkommers uit de orde Dendrochirotida.

## Geslachten
- Crucella Gutt, 1990
- Paracucumis Mortensen, 1925